# Dutton Sierra
Der Dutton Sierra ist ein zweitüriger SUV, den der britische Hersteller Dutton Cars von 1980 bis 1989 in Bausatzform produzierte und verkaufte. Die Autos mussten von den Käufern zusammengebaut werden. Der Bausatz war so konstruiert, dass technische Großserienkomponenten und auch einige Karosserieteile von Ford of Britain einzubauen waren. Mit etwa 3000 verkauften Kits gehört der Sierra zu den erfolgreichsten Modellen von Dutton Cars. Ein ähnlich konzipiertes Modell erschien 1989 unter der Bezeichnung Dutton Beneto.

## Entstehungsgeschichte
Das von Tim Dutton-Wooley gegründete Unternehmen Dutton Cars produzierte seit 1970 Bausätze für offene zweisitzige Sportwagen im Stil des Lotus Seven, die unter anderem als Dutton P1, B-Type und Phaeton vermarktet wurden. Diese Modelle erreichten jeweils drei- bis vierstellige Produktionszahlen; allein der Phaeton-Bausatz wurde in 12 Jahren mehr als 3000 Mal verkauft. Mit diesen Roadstern wurde Dutton zu einem der bedeutendsten Kit-Car-Produzenten Großbritanniens. 1976 kam als erstes geschlossenes Modell der Dutton Cantera hinzu, von dem nur sechs Bausätze verkauft wurden.
Ab 1978 entwickelte Dutton als Ergänzung zu seinen Roadstern ein viersitziges „Allzweckfahrzeug“ mit hoher Bodenfreiheit und großem Laderaum. Die Idee ging auf Peter Filby zurück, der von dem Erfolg des Simca-Matra Rancho beeindruckt war. Dutton übernahm das Karosseriekonzept des französischen Modells und übertrug es auf die im Kit-Car-Bereich üblichen Konstruktionselemente, zu denen ein Stahlrahmen, eine Kunststoffkarosserie und technische Komponenten aus der Großserie gehörten.
Duttons Bausatz kam 1980 auf den britischen Markt. Er war der erste Viersitzer des Unternehmens und einer der ersten SUV, die in Bausatzform angeboten wurden. Bis 1989 blieb er bei Dutton in Produktion. Er war in diesen Jahren zeitweise das erfolgreichste Modell von Dutton Cars; mitunter entstanden mehr als 20 Bausätze pro Woche. Als Tim Dutton-Wooley 1989 sein Unternehmen aufgab, verkaufte er die Produktionsrechte für den Sierra an Hamilton Automotive, wo die Fertigung der Bausätze – in deutlich geringeren Stückzahlen – bis 1994 fortgesetzt wurde.

## Kontroverse um die Modellbezeichnung
Duttons SUV erhielt die Modellbezeichnung Sierra. Sie nimmt auf den spanischen Gebirgszug Sierra Nevada Bezug, in dem Tim Dutton-Wooley die ersten Testfahrten mit dem Prototyp durchführte.
Zu Beginn der 1980er-Jahre gab es einen Rechtsstreit mit dem Ford-Konzern, der die Rechte an dem Namen Sierra von Peter Monteverdi erworben hatte und ihn ab 1982 europaweit für den Ford Sierra, ein Großserienfahrzeug der Mittelklasse, verwendete. Ford versuchte, Dutton die Nutzung des Namens gerichtlich untersagen zu lassen, blieb aber ohne Erfolg, weil das Gericht der Auffassung war, dass Fords Nutzungsrecht auf Komplettfahrzeuge beschränkt sei und sich nicht auch auf Bausätze, die etwas gänzlich anderes seien, erstrecke.

## Modellbeschreibung

### Bausatzkonzept

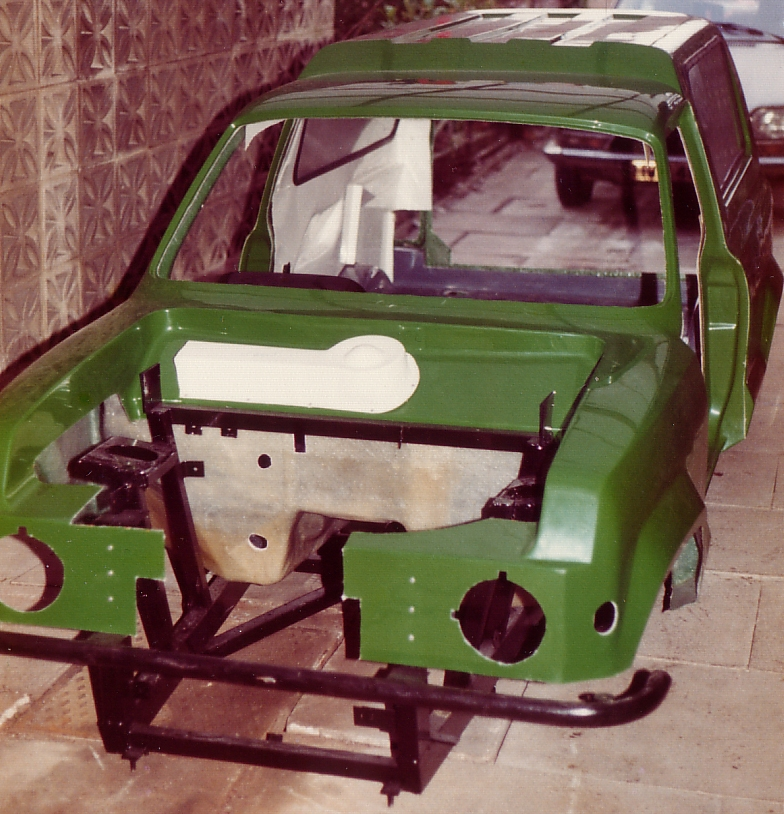
Fahrgestell mit Karosserie des Sierra vor Komplettierung

Mit dem Sierra bot Dutton seinen Kunden eine Möglichkeit, für wenig Geld an ein individuelles Auto zu kommen. Die Bausätze selbst waren preiswert, enthielten aber nicht alle Komponenten, die zur Fertigstellung des Autos notwendig waren. Sie waren so konstruiert, dass die Kunden technische Komponenten und bestimmte Karosserieteile aus Großserienproduktion einbauen konnten.
Dutton legte den Sierra ebenso wie seine anderen Modelle auf die Verwendung von Ford-Teilen aus. Beim Sierra stellte das Unternehmen  vor allem auf den Ford Escort der ersten oder der zweiten Serie, die von 1967 bis 1974 bzw. von 1974 bis 1980 produziert worden waren, als Teilespender ab. Den Kunden war es freigestellt, entweder Neuteile von Ford-Händlern oder Komponenten von Gebrauchtfahrzeugen zu verwenden. Insbesondere in der Verwendung kostengünstiger Gebrauchtteile ist ein Grund für die stark variierende Qualität der komplettierten Sierras zu sehen, die vielfach kritisiert wurde.

### Karosserie
Die Karosserie des Sierra besteht, wie bei Dutton üblich, aus glasfaserverstärktem Kunststoff. Ihre Form wurde von Richard Oakes gestaltet, der sich konzeptionell am Simca-Matra Rancho orientierte.
Auf der Grundlage des Oakes-Designs entwickelte Dutton drei verschiedene Karosserieversionen:
- Das erste und mit Abstand erfolgreichste Modell war ein zweitüriger Kombi mit erhöhtem hinterem Dachteil. Diese Version wurde von 1980 bis 1989 in drei leicht voneinander abweichenden Serien bei Dutton produziert und danach noch fünf Jahre lang von Hamilton Automotive.
- Von 1984 bis 1989 gab es außerdem eine offene Version des Sierra. Der Sierra Drophead hat kein festes Dach und keine Türen; die seitlichen Schweller sind dafür höher als beim geschlossenen Sierra.[8] Das Auto war freizeitorientiert und sollte als preiswerte Alternative zum Jeep CJ-5 gedacht, der ebenfalls ohne Dach und ohne Türen gefahren werden konnte.
- Für gewerbliche Zwecke war von 1983 bis 1989 außerdem eine Chassis-Cab-Version (Chassis mit Fahrerkabine) erhältlich; der hintere Aufbau konnte frei gestaltet werden.

Im Karosseriebereich sah Dutton die Verwendung verschiedener Komponenten von Großserienherstellern vor: Die Türen und Windschutzscheibe etwa waren vom Ford Escort der ersten Serie zu übernehmen. Die Rückleuchten sollten vom Bedford CF kommen.

### Chassis, Fahrwerk und Antriebstechnik

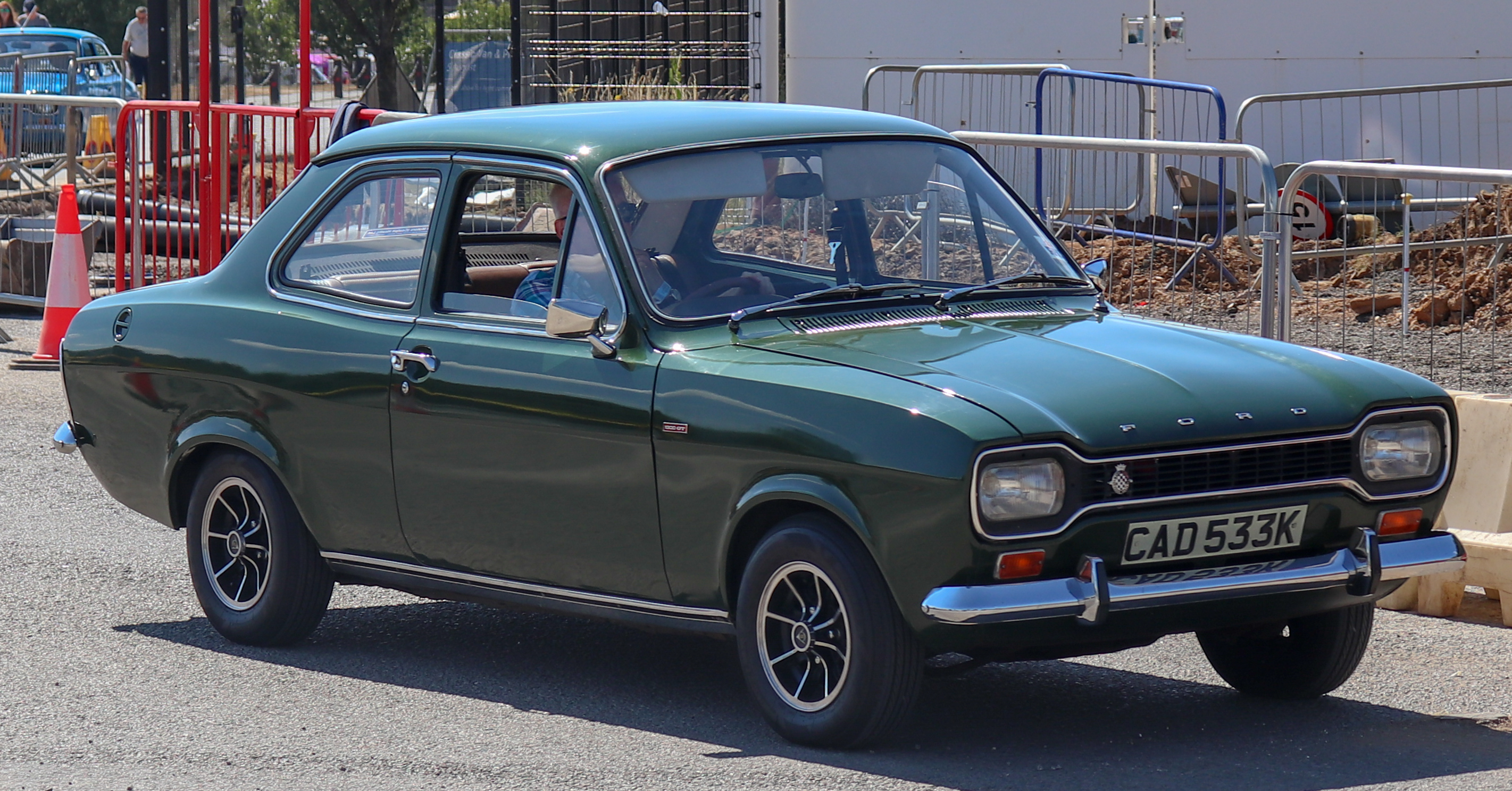
Spenderfahrzeug: Ford Escort ’68

Basis des Sierra ist ein von Dutton konstruierter Rohrrahmen aus Stahl, der im Lieferumfang des Bausatzes enthalten war. Die Achsen und die Aufhängung konnte von einem Ford Escort der ersten oder zweiten Serie übernommen werden. Das Chassis des Sierra verwendete Dutton später auch für den viersitzigen Sportwagen Rico.
Als Antriebsquelle konnten die Dutton-Kunden verschiedene Vierzylindermotoren aus Fords Baureihen Kent und Pinto verwenden. Passend waren Motoren mit 1,0 bis 1,6 Liter Hubraum. Sie waren vorn längs einzubauen und mit den darauf abgestimmten Getrieben aus der Ford-Escort-Reihe zu kombinieren. Die Kraftübertragung erfolgte auf die Hinterräder. Einer einzelnen Quelle zufolge konnten die Kunden wahlweise auch Motoren von Leyland, Fiat oder Nissan einbauen.

### Die einzelnen Serien
Dutton produzierte drei leicht voneinander abweichende Serien des Sierra:
- Die Serie 1 wurde von 1980 bis 1984 gebaut. Äußeres Erkennungsmerkmal ist eine glattflächige Motorhaube.
- Die Serie 2 kam 1984 auf den Markt und blieb ist 1986 im Programm. Sie hat dickere Kunststoffmatten an einzelnen, besonders belasteten Stellen und ist äußerlich an einer konturierten Motorhaube zu erkennen.
- Die Serie 3 (1986 bis 1989) hat eine leicht veränderte Optik. Wahlweise konnten nun die rechteckigen Scheinwerfer des Ford Escort ’81 eingebaut werden; dazu war eine angewinkelte Frontmaske erhältlich.

## Preise
Bei Markteinführung 1980 kostete der Bausatz des Sierra 825 £. Zur gleichen Zeit verlangte BLMC für einen fabrikneuen Austin Mini mehr als 1.700 £. Der von Dutton gelieferte Bausatz umfasste das Chassis, die Rohkarosserie sowie die zur Komplettierung erforderlichen Baupläne. Die darüber hinaus erforderlichen Teile, also beispielsweise Motor, Getriebe, Aufhängung, Bremsen und Innenausstattung, musste der Kunde selbst kaufen. Die Kosten dafür variierten, je nachdem, ob er auf Neu- oder auf gebrauchte Teile zurückgriff.

## Produktion
Der Sierra war eine der erfolgreichsten Konstruktionen Duttons. Alle Varianten zusammengenommen, entstanden mehr als 3000 Bausätze.
| Produktionszahlen Dutton Sierra | Produktionszahlen Dutton Sierra | Produktionszahlen Dutton Sierra | Produktionszahlen Dutton Sierra | Produktionszahlen Dutton Sierra |
|                                 | Sierra                          | Sierra                          | Sierra Drophead                 | Sierra Pick-Up                  |
| ------------------------------- | ------------------------------- | ------------------------------- | ------------------------------- | ------------------------------- |
| Hersteller                      | Dutton Cars                     | Hamilton Automotive             | Dutton Cars                     | Dutton Cars                     |
| Zeitraum                        | 1980–1989                       | 1989–1994                       | 1984–1989                       | 1983–1989                       |
| Stückzahl                       | ca. 3000                        | ca. 3000                        | ca. 50                          | 5                               |